# Hamza (Rapper)

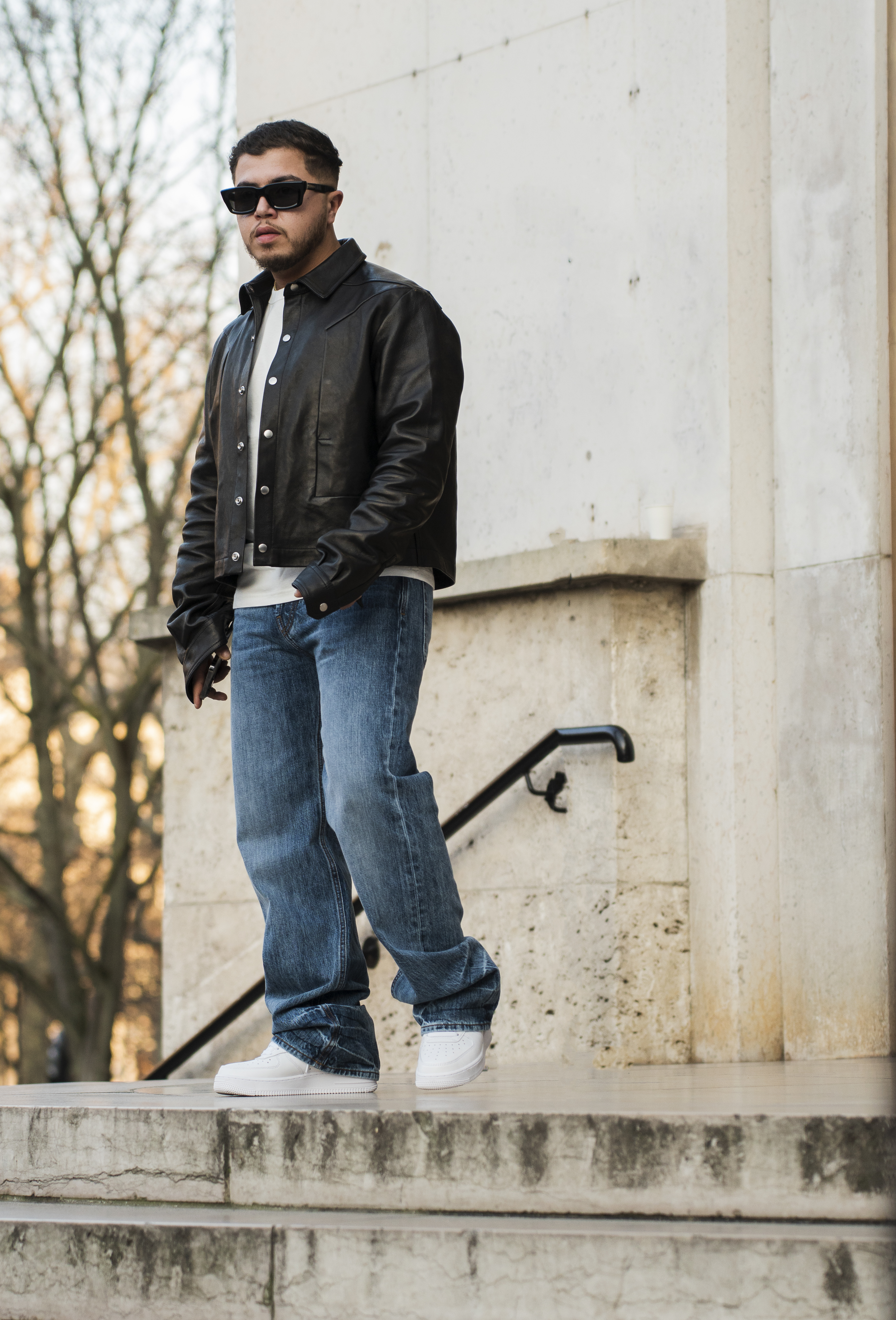
Hamza (2023)

Hamza Al-Farissi (* 1. August 1994 in Laken) ist ein belgischer Rapper aus Brüssel. Seit 2017 ist er über Belgien hinaus im französischsprachigen Raum erfolgreich. 2021 erreichte er mit seinem Album 140 bpm 2 in Belgien und in Frankreich Platz 1 der Charts.

## Leben
Als Jugendlicher gehörte Hamza einer Rapgruppe an. 2013 veröffentlichte er sein erstes eigenes Mixtape Recto verso. Zwei Jahre später brachte ihm das Mixtape H-24 erstmals größere Aufmerksamkeit und mit Zombie Life gelang ihm 2016 seine erste Platzierung in den belgischen Charts. Im selben Jahr folgte noch die EP New Casanova und das „Weihnachtsmixtape“ Santa Sauce, die ihn auch im französischsprachigen Ausland bekannt machten. Mit seinem vierten Mixtape 1994 kam er dann im Oktober 2017 in Frankreich in die Top 10, es blieb über ein Jahr in den Charts und wurde mit einer Goldenen Schallplatte ausgezeichnet. Die Songs Vibes und Life erreichten ebenfalls Gold.
Sein erstes richtiges Studioalbum mit dem Titel Paradise veröffentlichte Hamza im März 2019. In Belgien und Frankreich kam es auf Platz 2 und es brachte ihm ein weiteres Mal Gold. Außerdem platzierte er sich zum ersten Mal auch in der Schweizer Hitparade. Prominente Gäste waren Sch und Aya Nakamura, die Zusammenarbeit mit ihnen brachte ihm zwei weitere Goldauszeichnungen und die erste Top-10-Platzierung in den Singlecharts. Die zweite Weihnachtsveröffentlichung Santa Sauce 2 brachte ihn zum Jahresende ein weiteres Mal in die Charts.
Danach hielt er sich mit eigenen Veröffentlichungen bis auf eine EP mit nur drei Songs unter dem Titel 140 bpm zurück. Er arbeitete aber mit anderen Musikern zusammen und sein Beitrag zur Single BXL Zoo von Landsmann Damso brachte ihm Ende September 2020 seine erste Nummer-eins-Platzierung in Belgien. Anfang 2021 erschien dann als Fortsetzung der EP sein zweites Studioalbum 140 bpm 2. Damit kam er sowohl in Belgien als auch in Frankreich an die Chartspitze.

## Diskografie
StudioalbenHamza (Rapper)/Diskografie